# كامل شبيب

العقيد كامل شبيب الشمري (1895 - 1944) أحد الضباط الذين ساهموا بانقلاب عسكري في مايو ،1941 مع فهمي سعيد وصلاح الدين الصباغ ومحمود سلمان وهم العقداء الأربعة الذين لعبوا دورا مهما في تطور الأحداث السياسية في العراق في الفترة 1938 ـ 1941، وساهم في قيام ثورة رشيد عالي الكيلاني عام 1941.

## الولادة
ولد كامل شبيب الشمري في محلة الفضل في بغداد عام 1895

## خدمته العسكرية
تخرج ضابطا في الجيش العثماني ، وانخرط في الجيش العراقي بعد تأسيس الدولة العراقية.
تدرج بالمناصب العسكرية حتى أصبح قائدا للفرقة الأولى في الجيش العراقي .
شكل مع الضباط العقداء الأربعة : صلاح الدين الصباغ وفهمي سعيد ومحمود سلمان ، تكتلا قويا دعاه البريطانيون العقداء الأربعة استطاع توجيه مجريات السياسة العراقية حتى وصل الأمر إلى قيام ماسمي بحركة رشيد عالي الكيلاني مايس 1941 .

## نهايته
بعد انتهاء الحركة ، اجتاز كامل شبيب مع آخرين الحدود العراقية إلى إيران ، ثم سلم نفسه للسلطات العراقية التي قدمته للمحاكمة العسكرية وقضت تلك بإعدامه ، ولم تفد الوساطات لتخليصه ونفذ فيه الحكم يوم 1944/08/20 .
ولم تزل الآراء مختلفة في تقييم كامل شبيب ودوره في تلك الأحداث بين مادح وقادح . فقد حاول شبيب التنصل من مسؤولية التدخل في السياسة ، وهاجم رشيد عالي الكيلاني وحكومة الدفاع الوطني ، مما أثار استغراب رفاقه . يقول عبد الرزاق الحسني إن كامل شبيب كتب رسالة إلى بعض أصدقائه في بغداد ، يدّعي فيها أنه لم يأل جهدا في الحيلولة دون طيش الجماعة ( يقصد جماعة رشيد عالي ) واندفاعهم مع المفتي الحاج أمين الحسيني وأطماع رشيد عالي الكيلاني ، وأنه توقع الكارثة التي حلت بالبلاد. والتمس التوسط للسماح له بالعودة من طهران . لكنّ تبرّأه هذا والتماسه لم يغنيا عنه شيئا .